# Kang Min
Kang Min, também conhecido como Nal_rA, é um antigo jogador profissional de StarCraft da Coreia do Sul, que usava a raça Protoss.
Kang Min teve uma carreira relativamente longa no StarCraft, conseguindo vitórias nas ligas mais importantes e vendo seu time alcançar 23 vitórias consecutivas. Em 11 de Setembro de 2008, Kang Min declarou que ele se aposentaria. De acordo com o site www.scforall.com, ele sentia que não era capaz de preencher as expectativas dos fãs quanto à sua performance nos jogos, e que ele pretendia ser um comentarista profissional de StarCraft no futuro. Desde então ele anunciou suas intenções de buscar comentar para MBCGame e seguir carreira ensinando cursos relacionados à jogadores profissionais no Seoul Institute of the Arts.

## Realizações
A primeira aparição de Kang Min em um torneio importante foi no PGR21, onde ele enfrentou fortes oponentes e chegou às finais, perdendo para XellOs. Porém Kang Min participou do mesmo torneio novamente e venceu XellOs. Outro sucesso veio no fim de 2002, quando Kang Min se qualificou para a Olympus Challenge League. Ele mostrou grandes habilidades e chegou às finais, perdendo novamente para seu grande rival Kingdom. Depois disso ele mostrou magníficas performances na MBC Starleague, onde ele conheceu  Jeon Tae Kyu (Zeus). Kang Min conseguiu o 2° lugar na Korea Pro Game Associantion em Abril de 2004. Em Fevereiro de 2006, Kang Min venceu o torneio Blizzard Entertainment World Wide Invitational. Em Julho de 2006, ele conseguiu o 2° lugar na MBC Starleague.
Uma de suas partidas mais memoráveis vistas na TV foi a tática "Arbiter Reloaded", onde ele estava jogando contra o jogador Terran GoodFriend e usou alucinações da unidade Arbiter para, então, poder usar sua habilidade de 'recall' com sucesso. A partida ficou em primeiro lugar no top 100 de partidas da MBCGame.